# Frostburg (Computer)

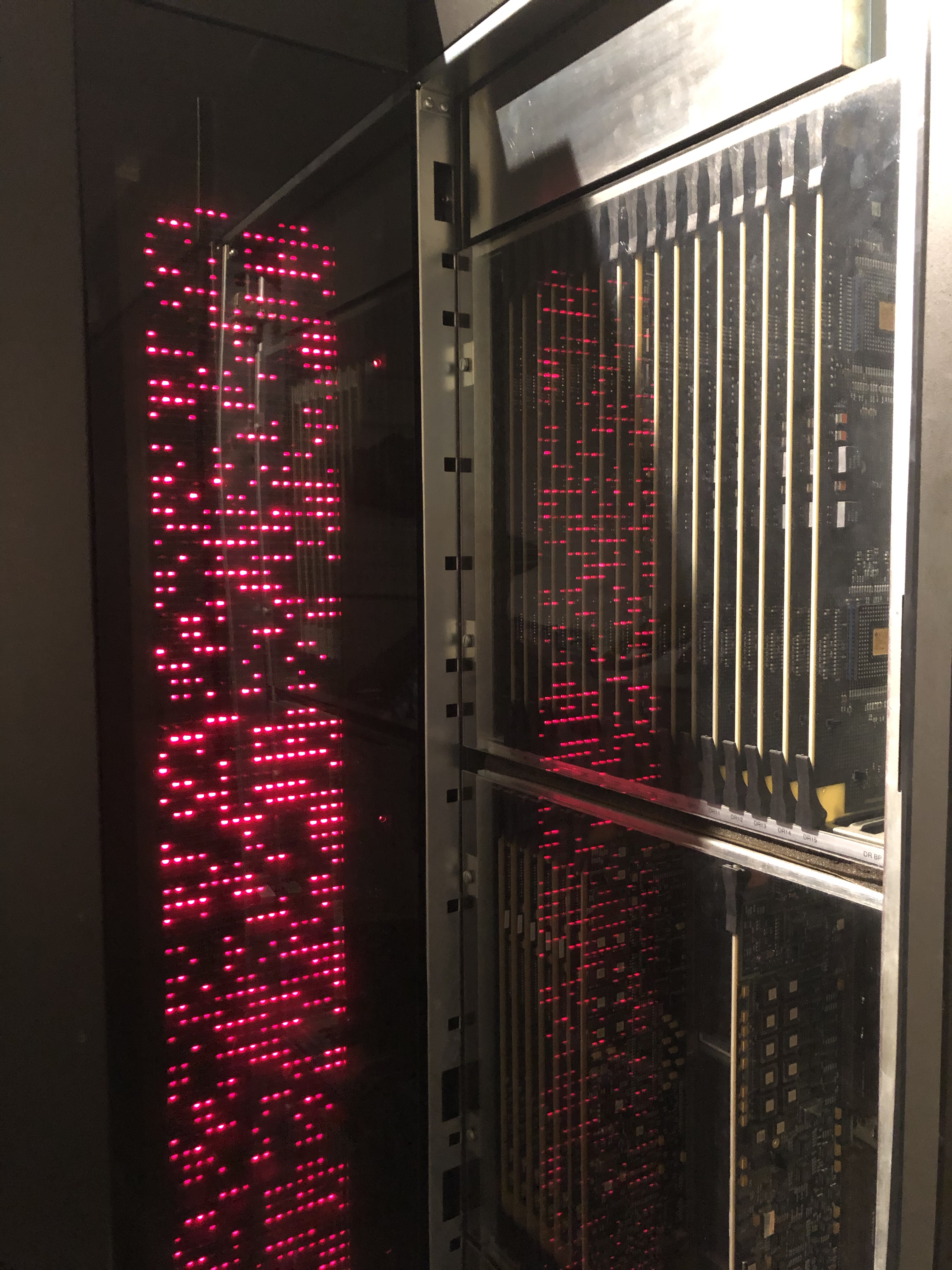
Bei entfernter Rückwand erkennt man senkrecht stehende Platinen. Die vielen Leuchtanzeigen dienten zur Kontrolle der Auslastung und für Diagnosen.

Frostburg (Eigenschreibweise: FROSTBURG, Modellnummer: CM‑5) war ein Hochleistungsrechner, der in den 1990er-Jahren von der National Security Agency (NSA) der Vereinigten Staaten für kryptanalytische Zwecke eingesetzt wurde.

## Geschichte
Der als fünfte Generation der Connection Machine („Verbindungsmaschine“) kurz als CM‑5 bezeichnete Computer gehörte zu einer Baureihe von Parallelrechnern, die zwischen 1983 und 1991 vom amerikanischen Unternehmen Thinking Machines („Denkende Maschinen“) mit Sitz in Cambridge (Massachusetts) entwickelt und hergestellt wurden. In den frühen 1990er-Jahren gehörten diese zu den leistungsfähigsten und schnellsten Supercomputern der Welt.
Im Jahr 1991 war er der erste Supercomputer mit massiv paralleler Verarbeitung, der von der NSA erworben wurde. Er war dort bis 1997 in Verwendung und ist heute im National Cryptologic Museum (NCM) ausgestellt.

## Technik
Das ursprüngliche Computersystem befand sich in drei Schränken und verfügte zunächst über 256 Cypress Processor Nodes (CPNs). Ein einzelner CPN entspricht in etwa einer Zentraleinheit oder Central Processing Unit (CPU) in einem Heimcomputer, mit dem wichtigen Unterschied, dass ein CPN Daten viel schneller verarbeiten kann als eine CPU. Im Jahr 1993 wurde Frostburg mit zusätzlichen 256 CPNs auf 512 aufgerüstet. Das System kostete ungefähr 25 Millionen US-Dollar. Es verfügte über eine Speicherkapazität von 500 Milliarden Wörtern à 32 Bit (500 Giga-Wörter).
Das System wurde für komplexe mathematische Berechnungen verwendet und auch zur Brute-Force-Suche (Exhaustion) von großen Schlüsselräumen bei kryptologischen Aufgaben. Frostburg war in der Lage, 65 Milliarden Berechnungen pro Sekunde durchzuführen. Dabei half die massive Parallelisierung, die es gestattete, eine Aufgabe in 512 Teile zu zerlegen und jeden dieser Teile gleichzeitig abzuarbeiten.

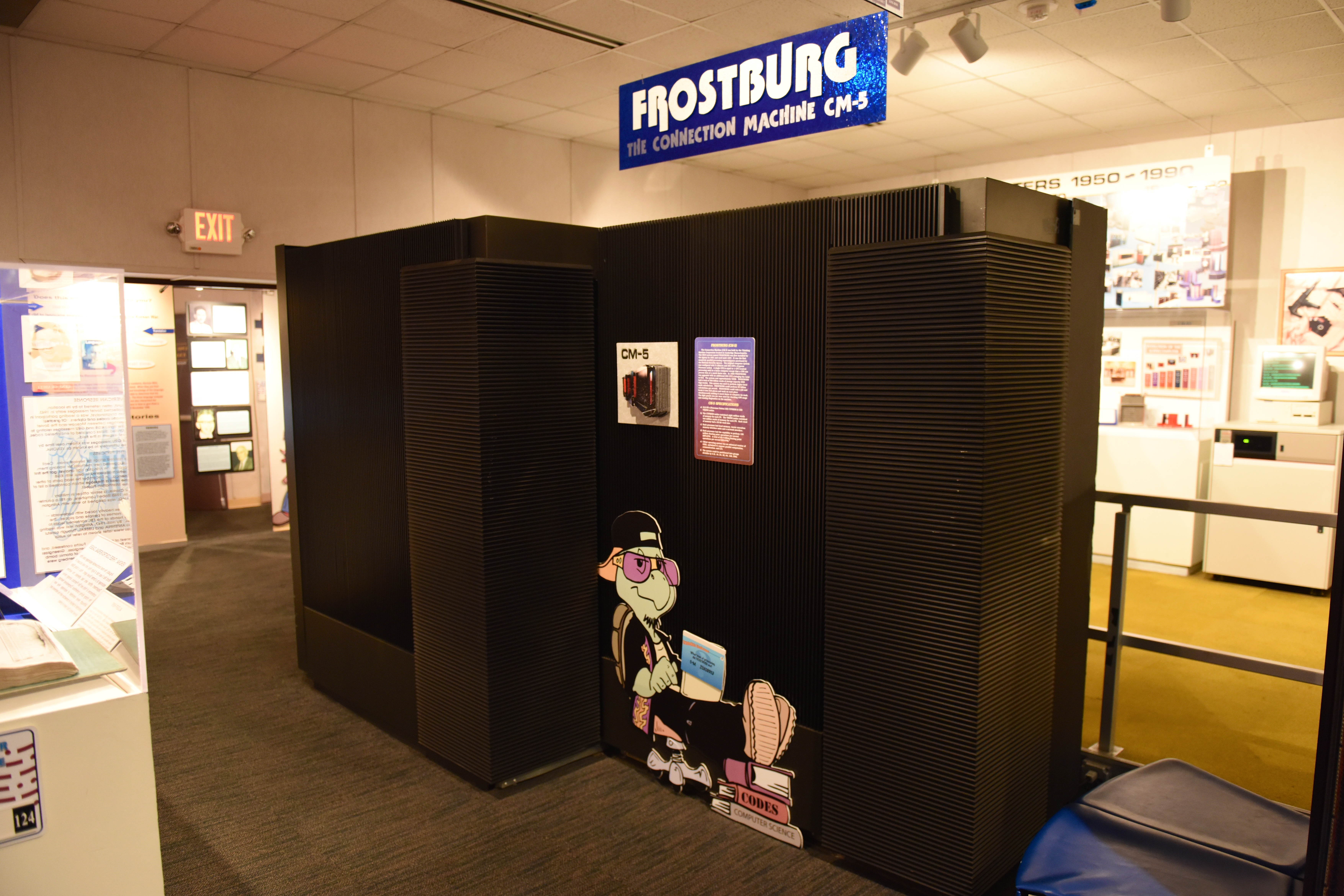
Frostburg im NSA-Museum (Rückseite)
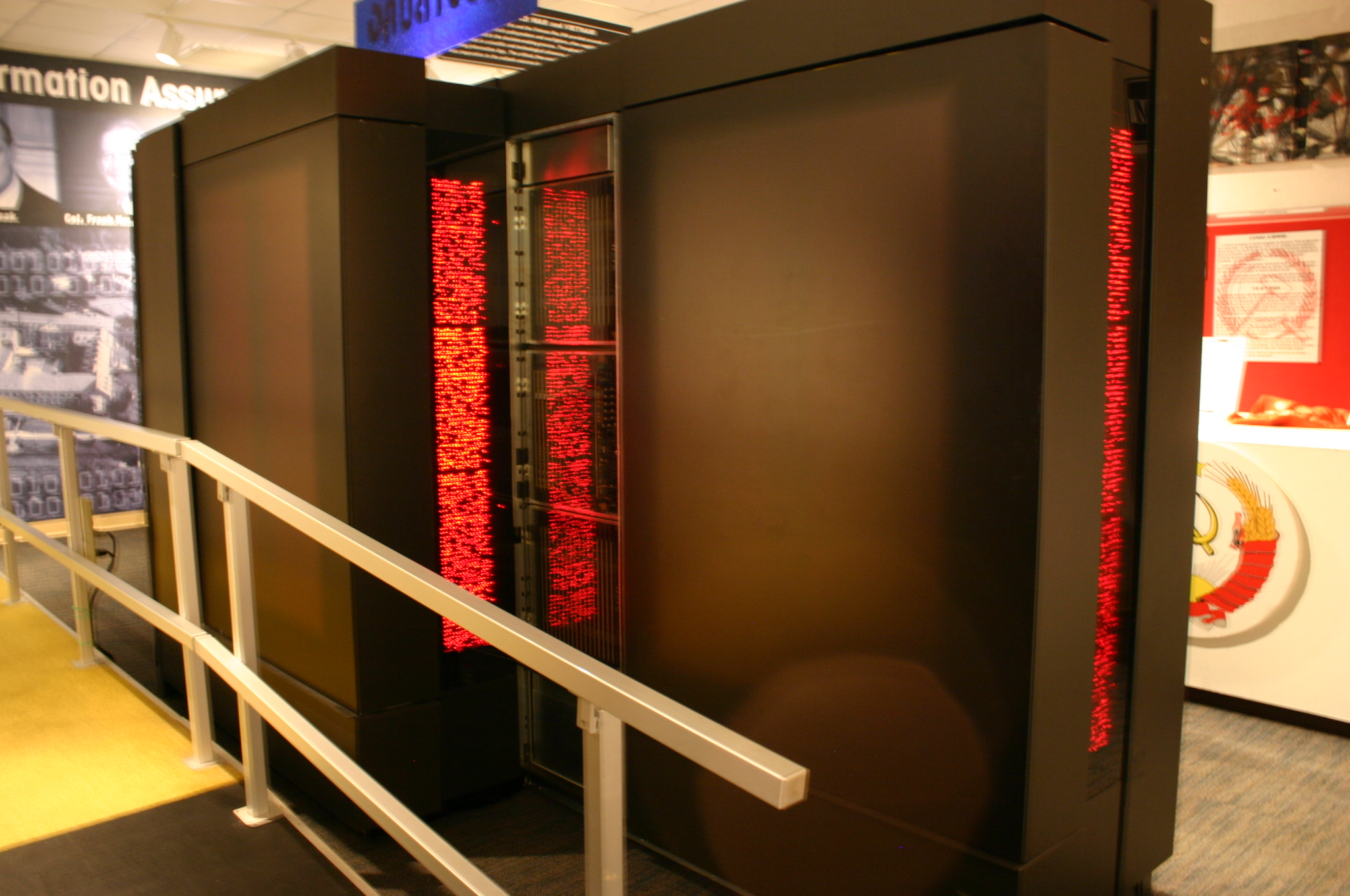
Vorderseite
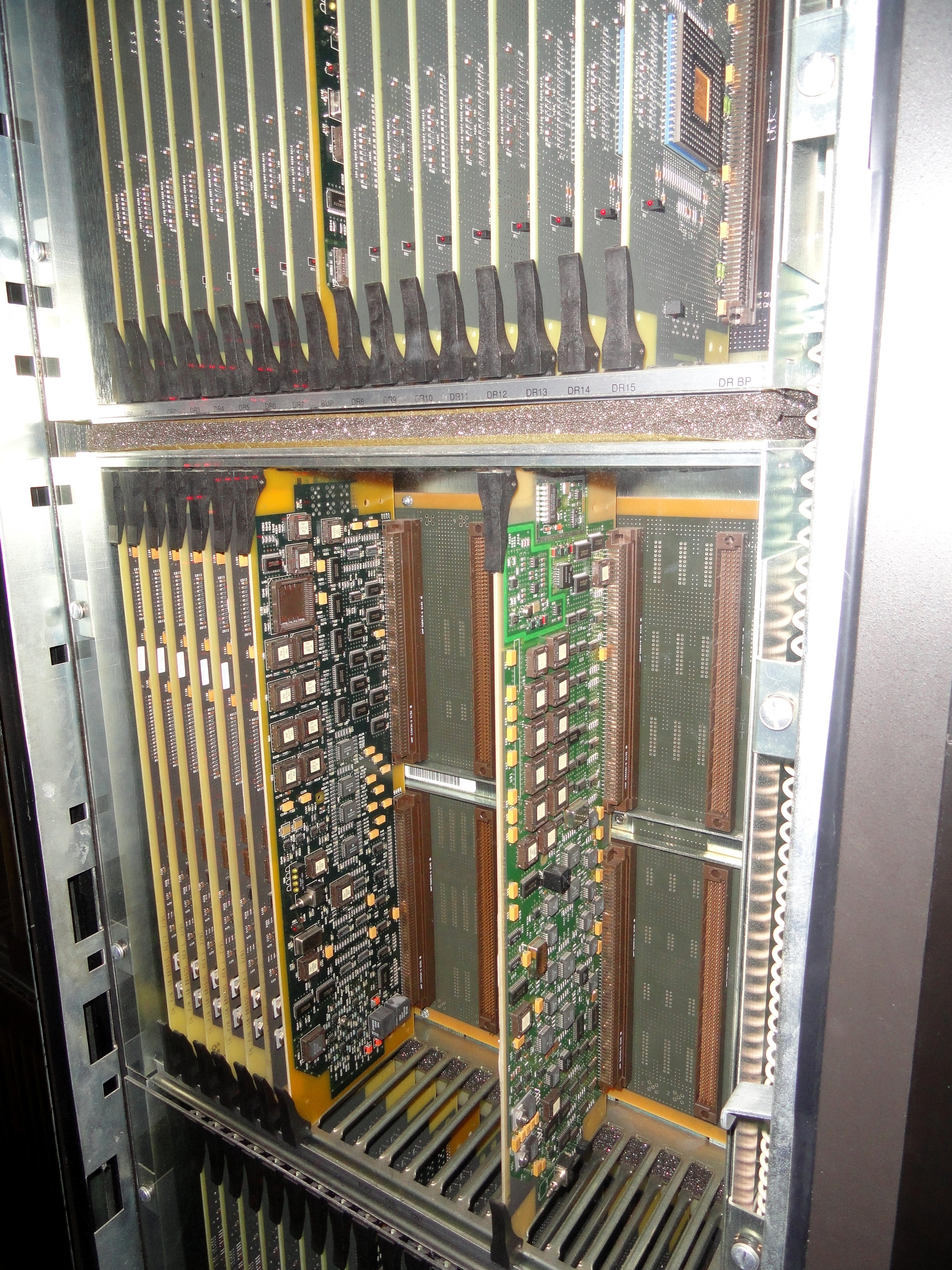
Blick ins Innere
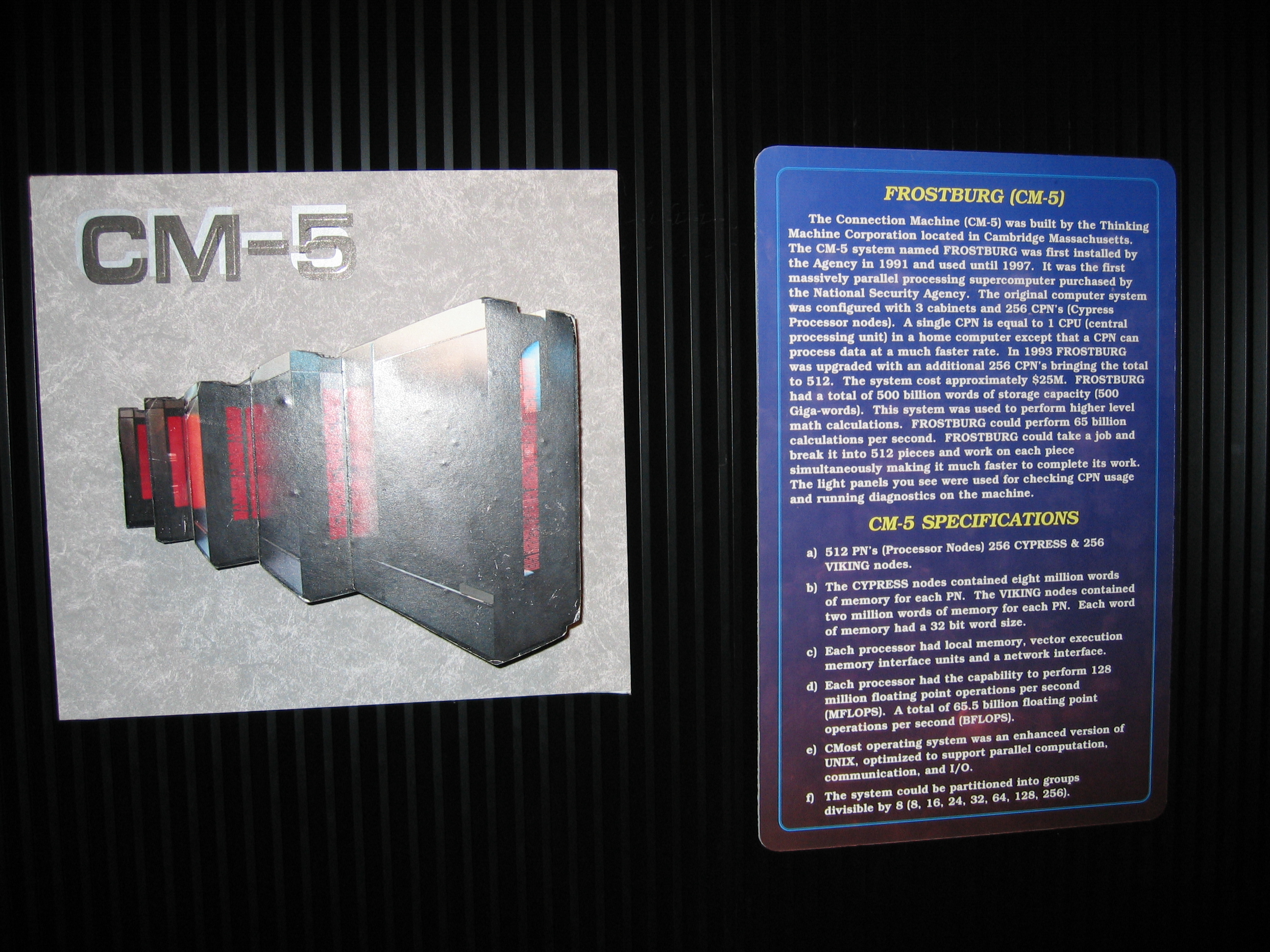
Erläuterungstafel